# Darker Days (Peter Bjorn and John)
Darker Days è l'ottavo album in studio del gruppo musicale svedese Peter Bjorn and John, pubblicato il 19 ottobre 2018. 

## Tracce
1. Longer Nights (Intro) – 0:55
2. One for the Team – 3:25
3. Every Other Night – 2:47
4. Gut Feeling – 3:03
5. Living a Dream – 4:27
6. Velvet Sky – 2:54
7. Wrapped Around the Axle – 4:05
8. Dark Ages – 3:21
9. Sick and Tired – 4:01
10. Silicon Valley Blues – 4:34
11. Heaven and Hell – 8:38